# Tecomella
Tecomella es un género monotípico de pequeños árboles o arbustos perteneciente a la familia de las bignoniáceas. Su única especie: Tecomella undulata, es originaria de Arabia, S. Irán, E. Afganistán, Pakistán y la India.

## Descripción
Árbol pequeño, que alcanza un tamaño de 2,5-5 m de altura. Hojas opuestas, enteras, lámina elíptico-oblongas a elíptico-lanceoladas o linear-oblongas, de 35-95 x (8-) 10-20 mm, margen ondulado, pecíolo de 6-18 mm de largo. Las inflorescencias en racimos condensados, 2-7-florecidas. Brácteas lineares, de 1.5-2 mm de largo, pubescentes estrellado; bractéolas 2, similar, de 1,5 mm de largo. Pedicelo 13-14 mm de largo. Flores, atractivas de color rojo anaranjado grande. Cáliz acampanado, 12-13 mm de largo, con 5 lóbulos desiguales; obtuso apiculado, minuciosa y escasamente glandular-pubescente. Corola  tubo amplio en forma de embudo, dilatado en la base, lóbulos sub-orbiculares, de 20-25 x 28-32 mm. Los filamentos de los estambres más largos 37-38 mm de largo.  Cápsula 17-34 x 0,9-1,2 cm, linear-oblongas, lateralmente comprimidas, ligeramente curvadas, ápice picuda con el ala, 20 mm de ancho.

## Taxonomía
Tecomella undulata fue descrita por (Sm.) Seem.  y publicado en Annals and Magazine of Natural History III, 10: 30. 1862.
Sinonimia
- Bignonia glauca Decne.
- Bignonia tropaeolum Jacquem. ex DC.
- Bignonia undulata Sm.	basónimo
- Gelseminum undulatum (Sm.) Kuntze
- Tecoma glauca DC.
- Tecoma undulata (Sm.) G.Don[2]